# Cargamento mortal
Cargamento mortal (también conocida como Carga ladeada) es una película mexicana de acción estrenada en 1989 dirigida por Alfredo B. Crevenna. Esta protagonizada por Mario Almada, Fernando Almada, Luis Aguilar y Rebeca Silva.

## Reparto
- Mario Almada como Juan Sarmiento
- Fernando Almada como Rojo
- Luis Aguilar como Capitán
- Rebeca Silva
- Lilia Prado
- Guillermo Herrera
- Paulino Vargas
- Humberto Luna
- Diana Ferreti como Mercedez
- Gina Leal
- Felipe Arriaga
- Óscar Fentanes
- Jaime Reyes
- Alejandro Ciangherotti
- Adolfo Magaldi
- Leo Villanueva
- Christian Herrera
- Lupita Bustamante
- Lolita Del Roble
- Cristina Villafaña
- Monica Diosdado
- Claudio Sorel
- Eduardo Vicencio
- Bernabe Palma
- Felipe Morales
- Sally Rojo Villarreal
- Carlos Jahen
- Johnny Baraona
- Ernesto Solís
- Delfino Rojo